# Streckennummernsystem in Deutschland
Streckennummern werden für die Bezeichnung und Identifizierung von Eisenbahnstrecken oder einzelnen Abschnitten davon verwendet. In Deutschland bzw. bei der Deutschen Bahn gibt es insgesamt drei verschiedene Nummernsysteme, die sich entsprechend ihrem Anwendungsgebiet unterscheiden. Darüber hinaus gibt es die Nummern der Buchfahrpläne, die hier nicht betrachtet werden.

## STREDA-Streckennummer (VzG-Streckennummer)
STREDA steht für das System DB-Streckendaten, in dem alle Eisenbahnstrecken in Deutschland hinterlegt sind.
VzG steht für Verzeichnis der örtlich zulässigen Geschwindigkeiten. Dies sind interne Unterlagen der Regionalbereiche der DB InfraGO, in denen für jede Strecke des entsprechenden Regionalbereiches die maximal zulässige Geschwindigkeit abschnittsweise verzeichnet ist. Sie dienen als Arbeitsgrundlage für die Fahrplanveröffentlichung (Buchfahrplan) für die Triebfahrzeugführer.
Die Zuschneidung der VzG-Strecken orientiert sich an den historisch bedingten Streckenkilometrierungen.
Die DB Netz argumentierte gegen eine Klage in Bezug auf die Herausgabe des VzG, ihr würde ein Geschäftsmodell wegbrechen, wenn die Daten frei zur Verfügung stünden. Das Verwaltungsgericht Berlin schloss sich dieser Auffassung an und lehnte 2023 die Klage ab. Ferner könnten damit „Dritte in die Lage versetzt“ werden, „eigenständig Fahrpläne zu konstruieren“. Die „Bereitstellung derartiger Fahrpläne und der Verkauf der dazugehörigen Trassen“ gehöre jedoch „zum Kerngeschäft der DB Netz AG“. Das Eisenbahn-Bundesamt schloss sich im Juli 2024 dieser Argumentation an und lehnte die Herausgabe des ihm vorliegenden VzG ab. Die DB InfraGO stuft das VzG als Betriebs- und Geschäftsgeheimnis ein und lehnt dessen Herausgabe weiterhin ab.

### Geschichte
Das in STREDA und VzG verwendete Nummernsystem wurde in den Jahren 1970 bis 1975 vom Vermessungsdienst der Deutschen Bundesbahn entwickelt. Auch wenige vor 1971 stillgelegte Strecken erhielten noch Streckennummern. Auf der Grundlage dieses Nummernsystemes wurde im Jahre 1984 die DB-Datenbankanwendung DB-Streckendaten – abgekürzt STREDA – entwickelt und 1989 bundesweit eingeführt.
Die Streckennummern der Deutschen Reichsbahn wurden 1993 in das DB-System eingebunden, indem den bestehenden DR-Streckennummern die Ziffer 6 vorgestellt wurde. An der innerdeutschen Grenze wurden Strecken, die zuvor bei Reichsbahn und Bundesbahn verschiedene Streckennummern trugen, zusammengefasst und erhielten eine der beiden Streckennummern. Beispiele dafür sind:
- Strecke 6340: Halle (Saale) Hbf – Erfurt – Bebra – Guntershausen (ehemals Bundesbahn-VzG 3800)
- Strecke 6343: Halle (Saale) Hbf – Nordhausen – Eichenberg – Hann Münden (ehemals Bundesbahn-VzG 3932)
- Strecke 6311: Eisenach – Meiningen – Coburg – Lichtenfels (ehemals Bundesbahn-VzG 5120)
- Strecke 6425: Bad Harzburg – Oker (ehemals Bundesbahn-VzG 1934[4], zusammengefasst mit ehem. DR-Strecke Heudeber-Danstedt – Stapelburg (– Bad Harzburg))

### Bedeutung
Das STREDA-Nummernsystem erlaubt es, anhand der vierstelligen VzG-Streckennummer und des Streckenkilometers beliebige Infrastrukturelemente einer Strecke wie Betriebsstellen, Brücken, Tunnel, Signale usw. eindeutig zuzuordnen. Im VzG sind alle Strecken enthalten, die die Voraussetzungen für die Durchführung von planmäßigem oder geplantem Zugverkehr erfüllen. In STREDA sind geplante, im Bau befindliche, stillgelegte, abgebaute, veräußerte und nicht gebaute Strecken enthalten, soweit der Bahn Rechte oder Rechtsverpflichtungen zugeordnet sind.
Die STREDA-Streckennummern sind eindeutig und verändern sich im Gegensatz zu den Kursbuchstreckennummern in der Regel nicht im Laufe der Zeit. STREDA-Streckennummern werden deshalb auch außerhalb der Deutschen Bahn AG bei Ausschreibungen von Bauleistungen, Planung von Bauten, Raumordnung usw. verwendet.

### Systematik
Die Einteilung der STREDA-Streckennummern erfolgt nach dem Bundesland des Streckenbeginnes folgendermaßen:
- 1xxx = Schleswig-Holstein, Niedersachsen, Hamburg und Bremen
- 2xxx = Nordrhein-Westfalen
- 3xxx = Hessen, Rheinland-Pfalz, Saarland
- 4xxx = Baden-Württemberg
- 5xxx = Bayern
- 6xxx = Brandenburg, Berlin, Sachsen, Thüringen, Mecklenburg-Vorpommern, Sachsen-Anhalt
- 7xxx = ursprünglich nur DB-Strecken im Ausland. Seit einiger Zeit werden sie im VzG auch für kurze Verbindungsabschnitte verwendet, die 7xxx-Nummern haben keinen offiziellen Status und sind deshalb auch nicht oder nur vereinzelt in STREDA enthalten, sie dienen hauptsächlich EDV-technischen Zwecken.
- 9xxx = Nichtbundeseigene Eisenbahnen, bei von der DB InfraGO AG gepachteten Strecken kann durchaus auch die VzG-Streckennummer weitergeführt werden.

### Beispiele
Nachfolgend zur Veranschaulichung einige Beispiele aus der Praxis:
- Zwischen der Abzweigstelle Köln Steinstraße und dem Bahnhof Troisdorf liegen sechs Streckengleise nebeneinander:
  - Die zwei östlichen Gleise gehören zur Strecke Köln-Deutz–Siegburg–Betzdorf–Haiger–Wetzlar–Gießen mit der VzG-Streckennummer 2651,
  - die beiden Schnellfahrgleise in der Mitte gehören zur Strecke Köln Steinstraße–Frankfurt Stadion mit der VzG-Streckennummer 2690 und
  - die westlichen beiden Gleise gehören zur Strecke Mülheim-Speldorf–Düsseldorf-Rath–Köln-Kalk–Troisdorf–Niederlahnstein mit der VzG-Streckennummer 2324, dem nördlichen Teil der rechten Rheinstrecke.
- Die Schnellfahrstrecke Eltersdorf–Leipzig hat die VzG-Streckennummer 5919.
- Die Neubaustrecke Wendlingen–Ulm hat die VzG-Streckennummer 4813.
- Die stillgelegte und größtenteils abgebaute Bahnstrecke Celle–Braunschweig hat die VzG-Streckennummer 1722.
- Die Vennbahn (VzG-Streckennummer 7260), deren Strecke auf belgischem Staatsgebiet liegt, war über lange Zeit die einzige Strecke, deren VzG-Nummer mit einer 7 begann.

## Kursbuchstreckennummer
Im Kursbuch sind die Kursbuchstrecken (KBS) nach dreistelligen Nummern sortiert. Sie dienen der Orientierung in den Fahrplantabellen. Daher erfolgt die Einteilung und Nummerierung der Kursbuchstrecken nach örtlichen und verkehrlichen Gesichtspunkten, wie z. B. Zugläufen. Die in den 1930er Jahren eingeführte offizielle Nummerierung der Kursbuchstrecken wurde in den Jahren 1950, 1968 (DDR), 1972 (Westdeutschland zum Beginn des Sommerfahrplans am 28. Mai) und 1992 jeweils grundlegend verändert. Zu jedem Fahrplanwechsel gibt es immer wieder kleinere Änderungen.
Die Kursbuchstreckennummern sind also zeitlich und örtlich betrachtet nicht immer eindeutig.
Strenggenommen verbirgt sich hinter einer Kursbuchstrecke eine verkehrlich sinnvolle Zusammenfassung von VzG-Strecken oder Teilen davon, über die die Züge einer Bahnverbindung fahren.

### Systematik
Die grobe Einteilung der Kursbuchstrecken in den Hunderterstellen orientiert sich teilweise an früheren Grenzen der Direktionen der ehemaligen Deutschen Bundesbahn und Deutschen Reichsbahn.
- KBS 100 bis KBS 199: Region Hamburg und Küstenländer, ehem. Bundesbahndirektion Hamburg
- KBS 200 bis KBS 299: Region Berlin/Brandenburg/Sachsen-Anhalt/Ostsachsen, ehem. Reichsbahndirektion Berlin, Cottbus, Greifswald, Halle, teilweise Magdeburg, Schwerin, Wittenberge, teilweise Dresden
- KBS 300 bis KBS 399: Region Niedersachsen/Sachsen-Anhalt, ehem. Bundesbahndirektion Hannover, teilweise Reichsbahndirektion Magdeburg
- KBS 400 bis KBS 499: Region Nordrhein-Westfalen, ehem. Bundesbahndirektionen Essen und Köln
- KBS 500 bis KBS 599: Region Sachsen/Thüringen, ehem. Reichsbahndirektion Erfurt, teilweise Dresden, teilweise Halle
- KBS 600 bis KBS 699: Region Westthüringen/Hessen/Nordbaden/Rheinland-Pfalz/Saarland, ehem. Reichsbahndirektion Erfurt (teilweise), Bundesbahndirektion Frankfurt und Saarbrücken
- KBS 700 bis KBS 799: Region Baden-Württemberg, ehem. Bundesbahndirektion Karlsruhe und Stuttgart
- KBS 800 bis KBS 899: Region Nordbayern, ehem. Bundesbahndirektion Nürnberg
- KBS 900 bis KBS 999: Region Nordbayern/Südbayern, ehem. Bundesbahndirektion München, teilweise Nürnberg

Museums- und Parkeisenbahnen sind teilweise auch im Kursbuch aufgeführt. Ihre Nummern sind fünfstellig.

### Beispiel
Viele Züge fahren, obwohl einer durchgehenden Kursbuchstrecke zugeordnet, über mehrere VzG-Strecken. Die KBS 310 Hannover–Braunschweig–Magdeburg beinhaltet als Beispiel ganz oder teilweise die folgenden VzG-Strecken:
- 1730: Hannover Hbf–Lehrte–Braunschweig Hbf
- 1900: Braunschweig Hbf–Abzw Weddel–Helmstedt
- 6400: Helmstedt–Eilsleben (b Magdeburg)
- 6110: Eilsleben (b Magdeburg)–Magdeburg Hbf

## La-Streckennummer
Langsamfahrstellen-Streckennummern haben wie die Kursbuchstreckennummern die Aufgabe, unter einer Nummer mehrere im Verlaufe einer Zugfahrt von A nach B befahrene VzG-Strecken oder Abschnitte davon verkehrlich und betrieblich sinnvoll zusammenzufassen. Sie dienen als Arbeitshilfe zur leichteren Orientierung für den Triebfahrzeugführer auf den Strecken, die er häufig nacheinander befährt.

### Systematik
Die Nummerierung und Einteilung der La-Streckennummern unterliegt keiner durchgehenden bzw. eindeutigen Systematik. Zudem sind die Nummerierungen nicht über das gesamte Streckennetz der DB Netz eindeutig. Im Bereich der ehemaligen Deutschen Reichsbahn mit den Niederlassungen Ost und Südost der DB Netz sind die La-Streckennummern stets dreistellig und unterliegen in den Hunderterstellen einer gewissen örtlichen Systematik, ähnlich der Kursbuchstreckennummern. Auch erfolgt hier keine Nummerierung über Niederlassungsgrenzen hinweg. Dennoch sind die La-Streckennummern hier nur über jeweils eine Niederlassung eindeutig.
Im Bereich der ehemaligen Deutschen Bundesbahn mit den Niederlassungen Nord, Mitte, West, Südwest und Süd der DB Netz ist die Nummerierung der La-Strecken ein- bis dreistellig. Allerdings existieren hier lediglich drei sog. La-Bereiche, die auch die La-Streckennummern vergeben. Somit sind die La-Streckennummern im Bereich der ehemaligen Deutschen Bundesbahn über Niederlassungsgrenzen der DB Netz hinweg nummeriert und daher nicht eindeutig je Niederlassung. In jüngster Zeit wurden in Einzelfällen die VzG-Streckennummern direkt als La-Streckennummer verwendet.
Als Besonderheit wird hinter den La-Streckennummern jeweils der Buchstabe a oder b zur Unterscheidung der Fahrtrichtung verwendet.

### Beispiel
Die La-Strecke 1 im La-Bereich Süd verläuft von Mannheim Hbf über Stuttgart nach München Hbf und umfasst ganz oder teilweise die folgenden VzG-Strecken:
- 4000: Mannheim Hbf–Heidelberg Hbf–Bruchsal
- 4130: Bruchsal–Bretten
- 4800: Bretten–Illingen Streckenwechsel 4842/4800
- 4842: Illingen Streckenwechsel 4842/4800–Sersheim Streckenwechsel 4800/4842
- 4800: Sersheim Streckenwechsel 4800/4842–Stuttgart Hbf
- 4700: Stuttgart Hbf–Ulm Hbf
- 4700/5302: Ulm Hbf–Neu-Ulm
- 5302: Neu-Ulm–Augsburg Hbf
- 5503: Augsburg Hbf–München Hbf

Zusätzlich umfasst die Strecke 1 des La-Bereichs Süd alle relevanten Parallelstrecken, wie beispielsweise die Güterzuggleise zwischen Bruchsal und dem Abzweig Bruchsal Ost (Strecke 4131) oder die S-Bahn-Gleise im Stuttgarter Raum (Strecken 4801 und 4701).

## Weitere Nummernsysteme
Verschiedene Projekte von Institutionen und Privatpersonen beschäftigen sich mit der Erfassung von historischer Eisenbahninfrastruktur. Dafür verwenden sie meist von den VzG-Nummern abweichende Streckennummern. Beispiel dafür:
- Eisenbahn-Kataster Geografische Datenbank zur Archivierung und Analyse der Entwicklungsgeschichte des Streckennetzes der Eisenbahnen in Deutschland

## Historische Bezeichnungssysteme

### Sachsen
In Sachsen wurde schon zu Zeiten der Königlich Sächsischen Staatseisenbahnen ein Bezeichnungssystem eingeführt. Es bestand aus den jeweiligen Anfangsbuchstaben der jeweiligen Anfangs- und Endpunkte der Strecken, gegebenenfalls ergänzt durch Kleinbuchstaben, um Doppelungen zu vermeiden. Das System wurde auch bei der Reichsbahndirektion Dresden der Deutschen Reichsbahn als Nachfolger der Königlich Sächsischen Staatseisenbahnen beibehalten und weiterentwickelt.
Beispiele:
- LD: Leipzig–Dresden
- BSg: Buchholz–Schwarzenberg

### Deutsche Reichsbahn
Die Deutsche Reichsbahn hatte ein vergleichbares System eingeführt, das mit dreistelligen Nummern auskam, Reserven bot und zusätzlich eine Unterteilung in Haupt- und Nebenbahnen beinhaltet. Letztere erhielten Streckennummern ab 500. Einige zum Einführungszeitraum bereits stillgelegte Strecken, die sich nicht mehr in Rechtsträgerschaft der DR befanden, wurden nicht mehr einbezogen. Es wurde 1993 in die Systematik der Bundesbahn-STREDA-Streckennummern eingebunden, indem den bestehenden Streckennummer die Ziffer 6 vorgestellt wurde.

## Ausland

### Dänemark
In Dänemark existiert ein Streckennummernverzeichnis, das in zwei von Banedanmark veröffentlichten Druckschriften mit den Namen Strækningsoversigter Vest und Strækningsoversigter Øst enthalten ist. Diese Streckenverzeichnisse, die laufend aktualisiert werden, enthalten dazu die kompletten Gleispläne des gesamten dänischen Banedanmark-Streckennetzes.
In früheren Jahren wurden die Bahnstrecken mit Buchstaben bezeichnet. Diese bildeten jeweils die Abkürzung von Start- und Endbahnhof wie z. B.: TdrHoj bei der Strecke Tønder–Højer Sluse oder VerS bei der Strecke Vester Sottrup–Skelde.

### Frankreich
In Frankreich gibt es für jede Eisenbahnstrecke, die dem Netzbetreiber SNCF Réseau gehört, eine sechsstellige Nummer:
- 001 000 bis 204 000 Region Est
- 216 000 bis 328 000 Region Nord
- 340 000 bis 554 000 Region Ouest
- 569 000 bis 790 000 Region Sud-Ouest
- 800 000 bis 947 000 Region Sud-Est
- 952 000 bis 990 000 Region Île-de-France

### Österreich
Die Eisenbahnstrecken der Österreichischen Bundesbahnen haben jeweils eine fünfstellige Nummer.

### Schweden
Neben dem Kursbuchstrecken-Nummernsystem, welches von Resplus veröffentlicht wird, existiert in Schweden ein Streckenverzeichnis, das von der staatlichen Behörde Trafikverket geführt wird. Jede Bahnstrecke besitzt eine zweistellige Nummer – eine Ausnahme bildet die Inlandsbahn, die sich nicht mehr in staatlicher Verwaltung befindet. Bei deren Streckennummer (99) werden auch alle abzweigenden Strecken, die nicht von Trafikverket verwaltet werden, mit eingeordnet.

### Ungarn
Die Streckennummern in Ungarn entsprechen weitestgehend den Nummern der Kursbuchstrecken, überschneiden sich im Gegensatz zu diesen jedoch nicht. Historisch gewachsene Streckenverläufe werden zwar größtenteils bei der Kilometrierung beibehalten, haben jedoch keinen Einfluss auf die Zusammenstellung der Streckennummern.